# Lexington (Kentucky)
Lexington város az Amerikai Egyesült Államok Kentucky államában. Hírnevét lótenyésztése és dohánytermelése alapozta meg, lótenyésztésének nagy hagyományai vannak. Már 1798-ban megépült első lóversenypályája, a dohánypiacon pedig évente több millió kg dohány kerül forgalomba, amely az állam bevételét jelentősen növeli.
A városnak több felsőoktatási intézménye van. Ilyen például a Transylvania College, melyet 1780-ban alapítottak. Daniel Boone pionír és vadász eredetileg az egész vidéket, mely az Appalache-hegység erdőségein túl terül el, Transylvániának akarta nevezni.